# Phaonia latifrons
Phaonia latifrons este o specie de muște din genul Phaonia, familia Muscidae, descrisă de Johann Andreas Schnabl și Dziedzicki în anul 1911.
Este endemică în Tibet. Conform Catalogue of Life specia Phaonia latifrons nu are subspecii cunoscute.